# Amt Gernsheim
Das Amt Gernsheim war ein Amt des Kurfürstentums Mainz und später des Großherzogtums Hessen.

## Geschichte
Gernsheim und Umgebung waren ab 908 im Besitz des Klosters Lorsch. Als diese Reichsabtei im Jahre 1232 von Kaiser Friedrich II. dem Erzbischof Siegfried III. von Mainz übertragen wurde, kamen auch das Dorf und das Amt Gernsheim an Kurmainz.
Im Vorfeld der Mainzer Stiftsfehde (1461/62) lieh sich der 1459 mit knapper Mehrheit gegen Adolf von Nassau zum neuen Erzbischof von Mainz gewählte Diether von Isenburg im Jahre 1460 vom reichen Grafen Philipp I. von Katzenelnbogen 12.000 fl., um die dem Papst zu zahlenden Servitiengelder aufzubringen. Auf dem Höhepunkt der Stiftsfehde, 1462, überwies ihm Philipp I. weitere 3.000 fl., wobei dem Grafen jeweils Stadt und Amt Gernsheim als Pfand zugewiesen wurden. Nach dem Ende der Stiftsfehde mit dem Frieden von Zeilsheim im Oktober 1463 übernahm der nunmehrige Erzbischof Adolf diese Schuld. 1465 erhöhte Philipp von Katzenelnbogen die Gesamtsumme auf 40.000 fl. und erhielt dabei auch den Gernsheimer Rheinzoll als zusätzlichen Pfandbesitz. Diese gesamte Pfandschaft setzte er seiner Enkelin Ottilie, 1469 vermählt mit Markgraf Christoph I. von Baden, als Teil ihres insgesamt 80.000 fl. betragenden Heiratsguts aus, das nach seinem Tod an sie fallen sollte. Philipp starb am 27. Juni 1479, aber am 25. November 1479 zahlte Landgraf Heinrich III. von Oberhessen, Philipps Schwiegersohn und Erbe, 42,000 fl. an Christoph von Baden und erwarb damit endgültig das Pfandrecht auf das Amt Gernsheim. Bereits 1470 hatte ihm Philipp von Katzenelnbogen die Verwaltung der Obergrafschaft und damit auch des Amts Gernsheim übertragen.
Erst 1520 oder 1521 wurde das Amt von Erzbischof und Kardinal Albrecht vom hessischen Landgrafen Philipp eingelöst und kam somit zurück an Kurmainz.
Das Kurmainzer Amt Gernsheim fiel als Ergebnis des Reichsdeputationshauptschlusses 1803 an die Landgrafschaft Hessen-Darmstadt, ab 1806: Großherzogtum. Dort galt weiterhin das zuletzt formal 1755 eingeführte Mainzer Landrecht als Partikularrecht. Das Gemeine Recht galt darüber hinaus, soweit das Mainzer Landrecht spezielle Regelungen für einen Sachverhalt nicht enthielt. Dieses Sonderrecht behielt seine Geltung auch im gesamten 19. Jahrhundert und wurde erst zum 1. Januar 1900 von dem einheitlich im ganzen Deutschen Reich geltenden Bürgerlichen Gesetzbuch abgelöst.
Mit der Ausführungsverordnung vom 9. Dezember 1803 wurde zunächst das Gerichtswesen der beiden oberen Instanzen neu organisiert. Die Ämter, so auch Gernsheim, blieben die erste Instanz der Rechtsprechung in Zivilsachen.
1821 kam es zu einer Justiz- und Verwaltungsreform, mit der auch die Trennung der Rechtsprechung von der Verwaltung auf unterer Ebene umgesetzt wurde. Die Ämter wurden aufgelöst, ihre Aufgaben hinsichtlich der Verwaltung der neu gebildeten Landratsbezirke, die erstinstanzliche Rechtsprechung wurden den Landgerichten übertragen. Mit Ausnahme von Wattenheim, das zum Landratsbezirk Heppenheim und dem Landgericht Lorsch kam, wurde das Amt hinsichtlich der Verwaltung dem Landratsbezirk Bensheim und hinsichtlich der Rechtsprechung dem Landgericht Zwingenberg zugeordnet.

## Hierarchische Eingliederung

### Übergeordnete Einheiten
Im Kurfürstentum Mainz unterstand das Amt Gernsheim dem Unteren Erzstift und in diesem dem Oberamt Starkenburg.
In Hessen war es dem Fürstentum Starkenburg (später: Provinz Starkenburg) unterstellt.

### Bestandteile
Zum Amt Gernsheim gehörten die Gemeinden
- Gernsheim,
- Klein-Rohrheim,
- Rodau und
- Wattenheim

sowie die Höfe
- Einsiedel, Hof bei Maria Einsiedel (Gernsheim)
- Fängerhof
- Wildehirschhof und
- Plackenhof